# Fort de La Prée

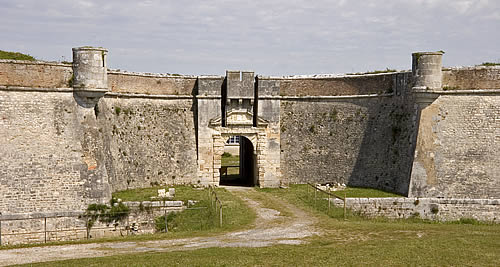
Fort de La Prée, Tor

Das Fort de La Prée ist eine Festungsanlage, die ab 1625 auf Anordnung des Seigneur Jean de Saint-Bonnet de Toiras durch die Ingenieure Pierre de Conty d’Argencour und Le Camus an der Nordküste der Île de Ré errichtet wurde. Sie liegt auf der halben Strecke zwischen den Gemeinden La Flotte und Rivedoux-Plage im Département Charente-Maritime.

## Beschreibung
Das Werk besteht aus einem vierstrahligen Stern mit einer Bastion an jeder Ecke, die durch halbrunde, nach innen gebogene Kurtinen (sogenannte „cul de chaudron“) verbunden sind. Vor den Bastionen liegt landseitig ein Glacis mit einem gedeckten Weg. Die Gräben sind nur bei Flut mit Wasser gefüllt. Im Inneren gibt es einige Unterkunfts- und Wirtschaftsgebäude, eine Kapelle, einige Remisen sowie auf den Bastionen zwei Pulvermagazine. Das Tor war ursprünglich mit einer Zugbrücke und einem Halsgraben ausgestattet, die jedoch heute beide verschwunden sind. Die artilleristische Verteidigung konnte nur von über Bank (das heißt freistehend auf den Wällen stehenden) Geschützen vorgenommen werden. Da die Wälle aus massiven Erdaufschüttungen bestehen, die mit Mauerwerk verblendet sind, gibt es keine Kasematten mit Kanonenscharten. Zu Festung gehört ein kleiner, windgeschützter Hafen. Er liegt unmittelbar am Ravelin vor dem Tor und ist nur bei Flut nutzbar.
Für das Mauerwerk wurden auch Steine von der in Trümmern liegenden Abtei Notre-Dame-de-Ré (auch:Notre-Dame de Sainte-Marie-des-Châtelier genannt) verwendet. Dieses ehemalige Kloster lag in unmittelbarer Nähe der Baustelle.
Das Bauwerk wurde 1658 vom Gouverneur der Insel als zu klein kritisiert, da es nur eine Besatzung von 400 Mann aufnehmen konnte. Auch ist kein Brunnen vorhanden, und das benötigte Trinkwasser musste in Zisternen aufgefangen werden. Verstärkungen erfuhr die Anlage 1664 auf Anordnung von Jean-Baptiste Colbert, der eine Enceinte angelegen ließ. Im Jahre 1672 wurde die Festung durch eine zweite Enceinte noch einmal verstärkt.

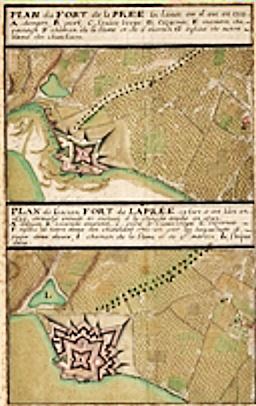
Plan der verschwundenen Umwallungen

Nach Vollendung der Befestigungen von Saint-Martin-de-Ré war das Fort de La Prée als eines der weniger brauchbaren Werke auf der Insel nicht gut angesehen. Vauban ließ 1684 die landseitigen Umwallungen einebnen, sodass hier nur noch das Glacis mit dem gedeckten Weg vorhanden ist.

## Geschichte
Nur einmal hat sich die Festung als nützlich erwiesen: Als der Herzog von Buckingham 1627 mit seinen Truppen auf der Insel anlandete, ignorierte er das kleine Fort, was sich als Fehler herausstellen sollte. In dessen Schutz landete die französische Rettungsarmee unter dem Kommando von Henri de Schomberg in einer Oktobernacht 1627 auf der Insel, um anschließend die Engländer zu vertreiben.
Lange Zeit verlassen, wurde es erst 1793 wieder militärisch genutzt und 1875 noch einmal reaktiviert. Die endgültige militärische Außerdienststellung erfolgte 1934.
Im Zweiten Weltkrieg wurde das Fort von der Wehrmacht in den Atlantikwall einbezogen. Man richtete eine Artillerie-Beobachtungsstelle für eine „Batterie Berta“ genannte Geschützstellung ein.
In den Jahren zwischen 1950 und 1980 diente das Fort als Erholungsheim für Kinder von sechs bis zehn Jahren aus dem Département Eure. Es gehörte zu dieser Zeit dem „Conseil Général de l'Eure“, ebenso wie einige andere Liegenschaften auf der Insel, so das „La Ferme“ vor dem Fort und das „Îlot Normand“ in Bois-Plage.
Nachdem zu Beginn der 1980er Jahre eine Mauer eingestürzt war, ließ das „Comité national des œuvres sociales de l'administration pénitentiaire“ (Nationales Komitee des Sozialwerks der Gefängnisverwaltung) den Schaden durch Häftlinge reparieren. Seit dieser Zeit ist das Komitee auch Eigentümer der Festung.
Die Anlage ist im Sommer für Besucher geöffnet, auch finden in dieser Zeit hier kulturelle Veranstaltungen statt.
Am 21. Mai 2008 wurde die Festung in die Liste der Monuments historiques aufgenommen.

## Galerie

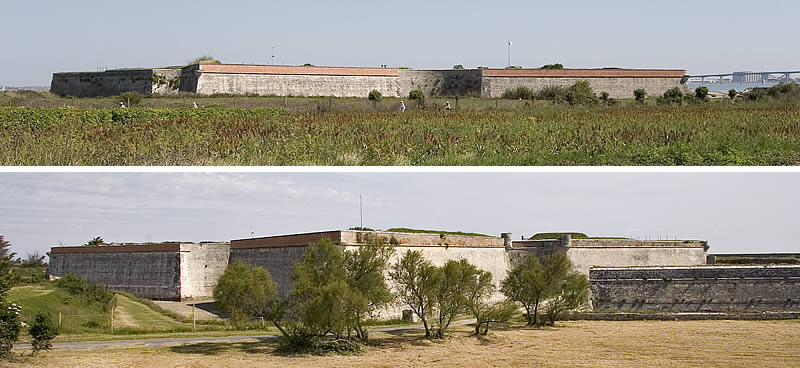
Blick auf die südlichen Mauern
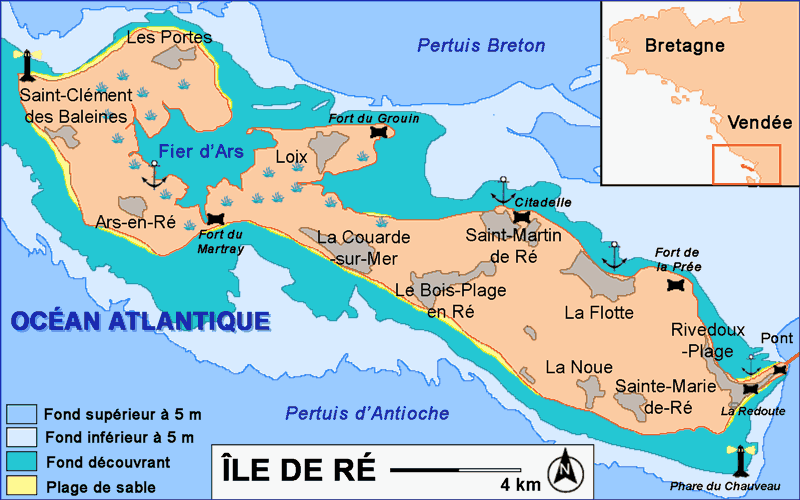
Plan der Île de Ré
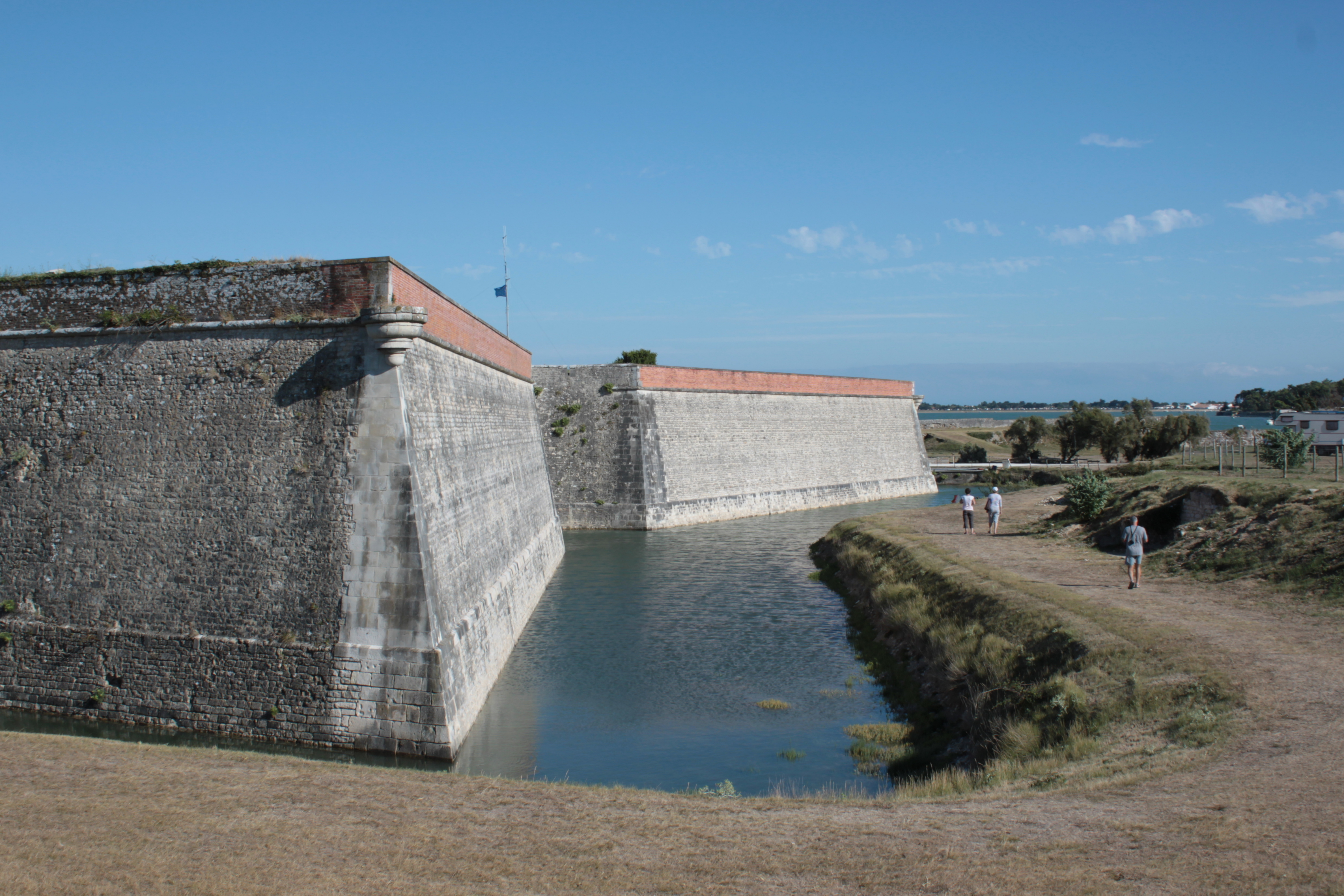
Bastionen der Landseite